# Nicole Belloubet
Nicole Belloubet, née le 15 juin 1955 à Paris, est une juriste, haute fonctionnaire et femme politique française.
Professeure des universités, elle enseigne le droit, avant de devenir rectrice de l'académie de Limoges, puis de celle de Toulouse. En tant que femme politique, elle est adjointe au maire de Toulouse, Pierre Cohen, puis vice-présidente du conseil régional de Midi-Pyrénées.
Elle est membre du Conseil constitutionnel de 2013 à 2017, année où elle est nommée garde des Sceaux, ministre de la Justice dans le second gouvernement Philippe, sous la présidence d'Emmanuel Macron. Elle n’est pas reconduite dans le gouvernement Jean Castex, en 2020.
Elle est présidente du Conseil des maisons de vente de décembre 2023 à sa re-nomination au gouvernement.
Elle est ministre de l’Éducation nationale, dans le gouvernement de Gabriel Attal, du 8 février au 21 septembre 2024, en remplacement d'Amélie Oudéa-Castéra.

## Situation personnelle

### Famille
Descendante d'Aveyronnais installés à Paris, elle est la fille de Georges Belloubet, ingénieur issu d'une famille d'agriculteurs modestes et d'une gérante d'un petit hôtel parisien.

### Formation
En 1978, Nicole Belloubet obtient un diplôme d'études approfondies (DEA) de droit public à l'université Panthéon-Assas. Dès son premier cours, elle est inspirée dans sa future vocation de professeur de droit par Arlette Lebigre, sa professeure d'histoire du droit. L'année suivante et toujours au sein de la même université, elle passe un DEA d'histoire du droit portant sur les décisions rendues par le garde des Sceaux en 1777. Docteure en droit en 1990 à l'université Panthéon-Sorbonne, avec une thèse intitulée Pouvoirs et relations hiérarchiques dans l'administration française, elle est reçue deuxième au concours de l'agrégation de droit public en 1992.

### Vie familiale
Veuve en 2005 de Pierre-Laurent Frier, professeur de droit public à l'université Panthéon-Sorbonne, elle a repris une vie de couple. Elle est mère de trois garçons.

## Carrière professionnelle
Elle est professeure des universités et exerce la fonction de rectrice de l'académie de Limoges de 1997 à 2000 puis de celle de Toulouse entre 2000 et 2005. Elle démissionne de ce dernier poste pour protester contre les décisions du gouvernement de Jean-Pierre Raffarin de diminuer le nombre d'enseignants et de supprimer les travaux personnels encadrés.
De 2000 à 2005, elle est présidente du Comité interministériel de pilotage pour la promotion de l'égalité des sexes dans les systèmes éducatifs. En 2001, à la demande de Jack Lang, alors ministre de l'Éducation nationale, elle rédige un rapport intitulé Trente mesures pour lutter contre les violences sexistes et sexuelles dans les établissements scolaires puis en 2002, un second rapport présentant trente mesures pour l'avenir du lycée.
Professeur de droit communautaire à l'Institut d'études politiques de Toulouse à partir du 1er février 2008, Nicole Belloubet en est également membre du conseil d'administration et chercheuse au Laboratoire des sciences sociales du politique (LaSSP). Elle préside le conseil d'administration de Sciences Po Toulouse jusqu'à sa nomination au gouvernement. Elle est remplacée par Philippe Bélaval, conseiller d'État.

## Parcours politique

### Débuts

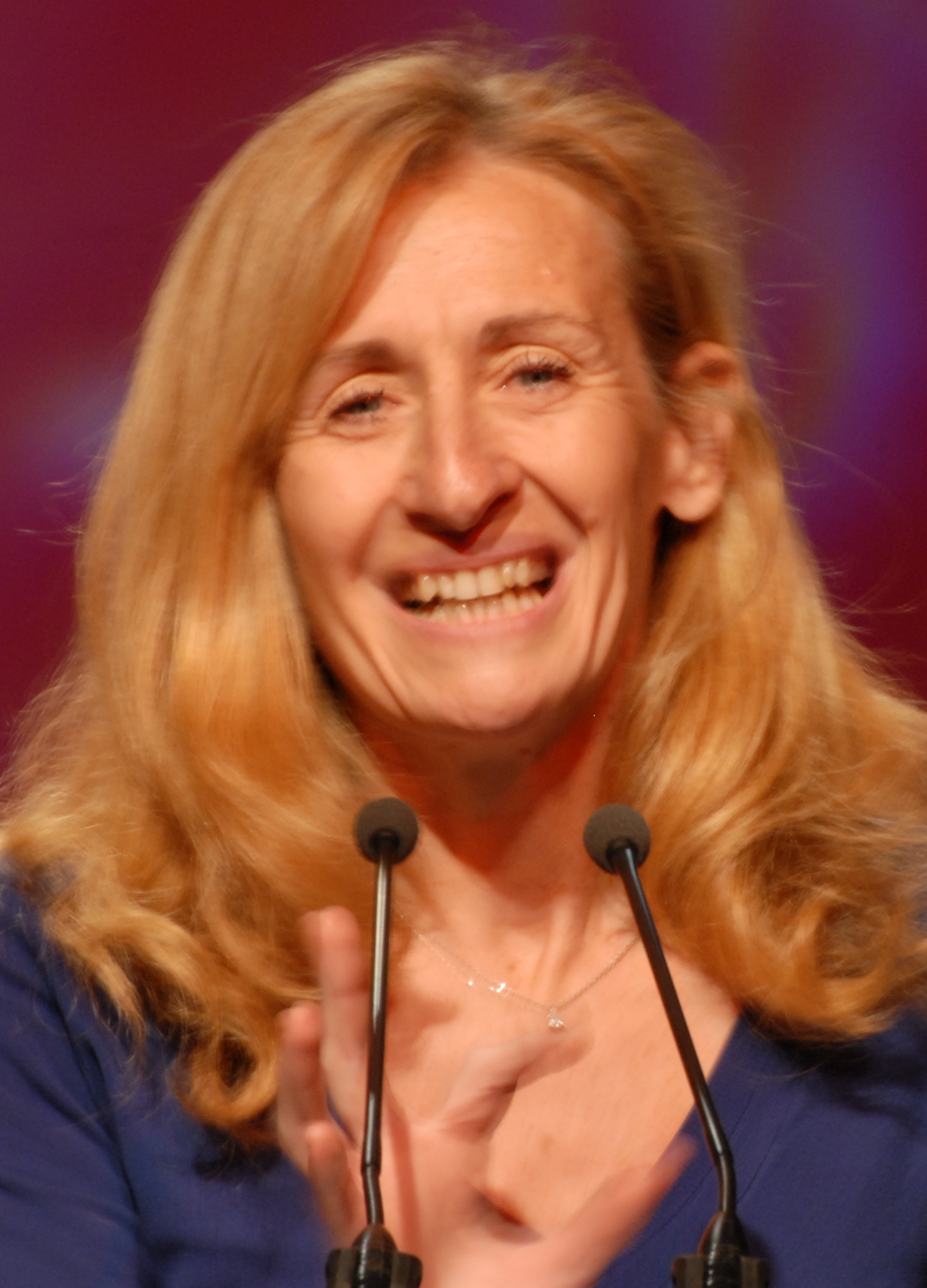
Nicole Belloubet lors d'un meeting de Pierre Cohen à Toulouse pour les élections municipales de 2008.

Nicole Belloubet adhère au PS en 1983. Elle se présente aux élections municipales de 1989 à Saint-Rémy-lès-Chevreuse, perdant à quelques voix près.
À la suite des élections municipales de 2008 (pour lesquelles elle avait été initialement candidate à la candidature PS), elle devient première adjointe chargée de la culture de la ville de Toulouse dans l'équipe du maire Pierre Cohen. Élue au conseil régional de Midi-Pyrénées le 21 mars 2010 sur la liste socialiste de Martin Malvy, elle y occupe le poste de première vice-présidente, chargée de l’éducation, de l’enseignement supérieur et de la recherche, et quitte sa fonction d'adjointe au maire de Toulouse tout en restant conseillère municipale.

### Membre du Conseil constitutionnel
Le 12 février 2013, elle est désignée par Jean-Pierre Bel, président du Sénat, pour siéger au Conseil constitutionnel pour un mandat de neuf ans. Elle remplace Jacqueline de Guillenchmidt, nommée en 2004.
Le 14 mars suivant, elle prête serment devant le président de la République.
Elle devient la première femme professeur de droit nommée membre du Conseil constitutionnel, et la septième femme membre de l'institution. Elle abandonne tous ses mandats électifs.
Le 30 mai 2017, elle participe à la délibération d'une décision sur une question prioritaire de constitutionnalité (QPC) ayant pour effet d'augmenter significativement le temps de parole alloué dans les médias aux candidats à la députation du parti LREM.

### Ministre de la Justice
Le 21 juin 2017, elle est nommée ministre de la Justice et garde des Sceaux dans le gouvernement Édouard Philippe (2), en remplacement de François Bayrou. Elle quitte en conséquence le Conseil constitutionnel.
Elle porte les projets de lois pour la confiance dans la vie politique.
Le 19 novembre 2017, dans un entretien au journal Le Parisien, reprenant ce qu'elle avait dit sur RTL le 13 novembre, Nicole Belloubet revient sur l'une des principales mesures du projet de loi sur les femmes et les mineurs victimes de violences sexuelles : la « présomption de non-consentement ». La ministre déclare qu'elle est favorable à l'âge de 13 ans. « Cela ne me semblerait pas absurde du tout, à titre personnel ». Portée par Marlène Schiappa et adoptée début août, la loi ne pose finalement pas de limite d'âge au niveau du consentement sexuel, laissant une large marge d'interprétation au juge, bien que la secrétaire d'État chargée de l'Égalité entre les femmes et les hommes affirme l'inverse, mettant en avant son article 2, qui dispose « la contrainte morale ou la surprise sur un mineur de moins de 15 ans peuvent résulter de l'abus de l'ignorance de la victime ne disposant pas de la maturité ou du discernement nécessaire ».

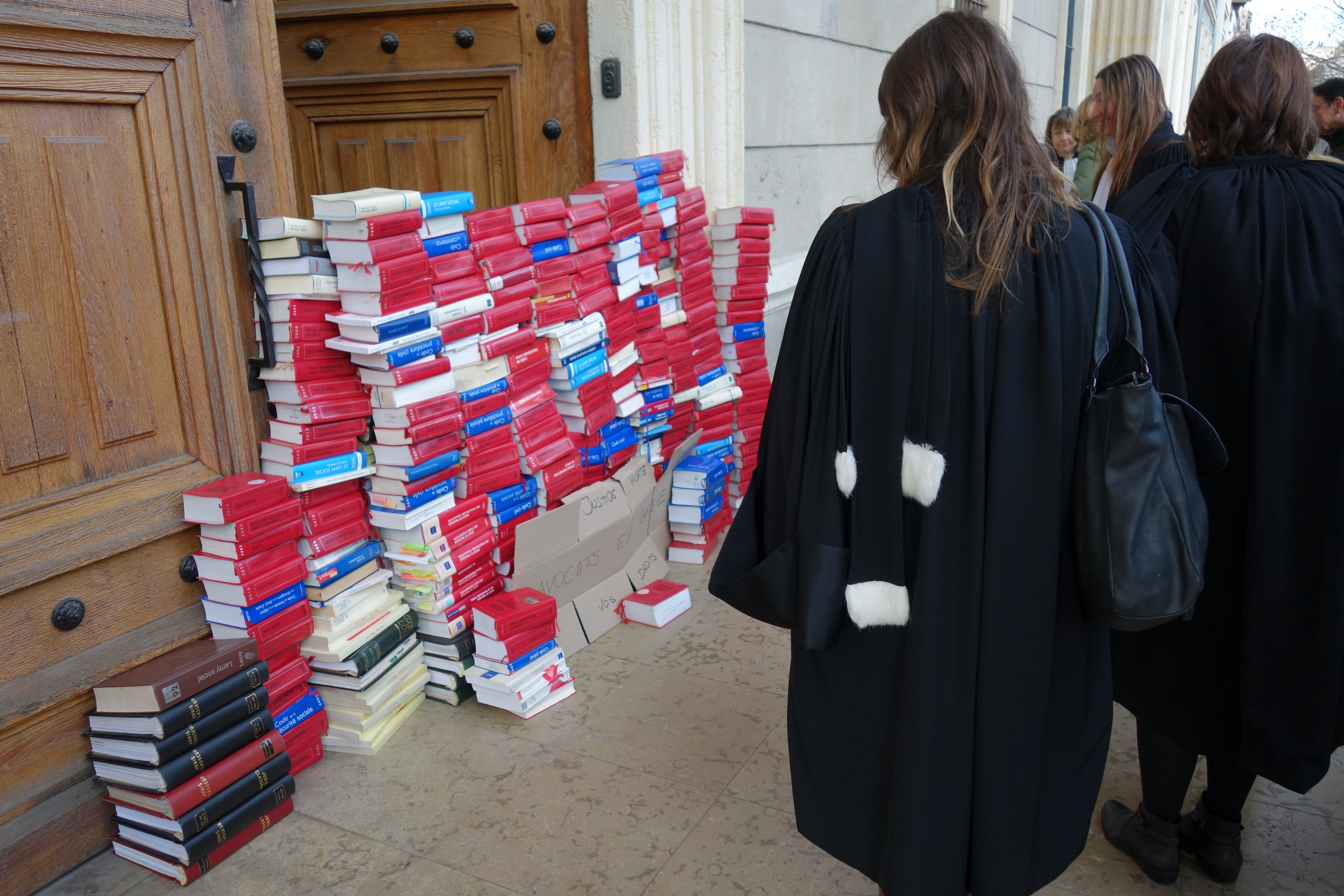
Grève de bon nombre d'avocats en France pour protester contre la réforme pour la justice.

En janvier 2018, elle est confrontée à un mouvement du personnel pénitentiaire, protestant contre ses conditions de travail. Il s'agit de la crise la plus aiguë qu'aient connue les prisons depuis les années 1990. Par la suite, un accord est conclu entre le syndicat majoritaire et le gouvernement, portant sur la création de 1100 emplois et du déblocage de 30 millions d'euros pour les indemnités. L'objectif des 15 000 places de prison supplémentaires promises par Emmanuel Macron pendant sa campagne (pour lutter contre la surpopulation carcérale, la France ayant 70 000 détenus pour 60 000 places) est par ailleurs confirmé. Finalement, il s'agit de 7000 places supplémentaires prévues pour 2022.
Elle prépare pour le printemps 2018 le projet de loi de programmation 2018-2022 et de réforme pour la justice, avec un budget en hausse de 3,9 % par rapport à l'année précédente. Elle présente notamment une réforme de la carte judiciaire, des mesures pour réduire les délais de la justice civile et la création d'un tribunal criminel,, (ce dernier projet étant finalement abandonné).
Dans le cadre de l'affaire Benalla, elle remet en cause dans une tribune publiée en septembre 2018 dans le journal Le Monde le fonctionnement de la commission d'enquête sénatoriale présidée par le sénateur Philippe Bas, qui, selon elle, empiéterait sur le domaine judiciaire. Plusieurs juristes rappellent au contraire que la commission du Sénat ne fait qu'appliquer la loi,. En février 2019, elle fustige les recommandations émises par la commission des Lois du Sénat.
Le 16 juillet 2019, à la suite de la démission de François de Rugy, elle devient numéro deux du gouvernement dans l'ordre protocolaire.
Elle est au cœur d'une polémique en octobre 2019, après la publication par Le Canard enchaîné d'une note confidentielle dans laquelle son ministère envisage de maintenir ou supprimer des postes de juges d’instruction en fonction des résultats allant être obtenus par La République en marche aux élections municipales de 2020. Cette révélation intervient dans un contexte de doutes sur l’indépendance de la justice, avec la nomination contestée du nouveau procureur de Paris, la suspension du volet sur l’indépendance du parquet de la révision constitutionnelle et les perquisitions médiatisées au siège de La France insoumise.
Le 29 janvier 2020, au sujet de l'affaire Mila, relative à des menaces de mort adressées à une jeune fille de 16 ans ayant tenu des propos injurieux sur l’islam, elle indique qu'une insulte à une religion est une atteinte à la liberté de conscience. Elle est accusée de chercher à rétablir le délit de blasphème et critiquée pour s'être exprimée sur une affaire judiciaire en cours, quelques jours après avoir exprimé sa position dans l’affaire Sarah Halimi.
En mars 2020, pendant la crise sanitaire liée à la pandémie de coronavirus, elle prend plusieurs mesures pour adapter les conditions de détention. Elle annonce inciter à la libération de plusieurs milliers de détenus, notamment ceux qui sont en fin de peine et suspend la mise à exécution des peines de courte durée. Cependant, elle refuse de procéder à un mouvement de libération général des écroués en détention provisoire, allant à l'encontre de plusieurs recommandations associatives et institutionnelles. Le 26 mars, elle annonce que dix détenus sont atteints du coronavirus.

### Ministre de l'Éducation nationale
Elle est nommée ministre de l'Éducation nationale et de la Jeunesse le 8 février 2024,. Sa nomination est critiquée par la droite et le Rassemblement national en raison de sa politique comme garde des Sceaux, entre 2017 et 2020, qu'ils jugent « trop laxiste », ainsi que de ses propos polémiques sur la jeune Mila début 2020.
En avril 2024, elle écarte Alain Policar du Conseil des Sages de la laïcité et des valeurs de la République pour ses critiques de la loi du 15 mars 2004 sur les signes religieux à l’école et sa déclaration sur le voile comme possible « vecteur d’émancipation pour les jeunes filles par rapport à leurs milieux ». Sur les questions scolaires, elle poursuit la politique initiée par Gabriel Attal, notamment sa réforme du « choc des savoirs ». Les groupes de niveau au collège sont rebaptisés groupes de besoin et elle réfute toute volonté de tri social. Sa tâche est rendue délicate par la décision du gouvernement de supprimer 700 millions d'euros du budget de l'Éducation nationale.

## Engagement associatif
Nicole Belloubet est en tant que rectrice présidente de droit de l'Association régionale des œuvres éducatives et de vacances de l'Éducation nationale (Aroéven) de Toulouse puis présidente élue jusqu'à sa nomination au Conseil constitutionnel en 2013[réf. à confirmer].
Elle préside, également pendant plusieurs années, la Fédération des Aroéven, Foéven (Fédération des Œuvres éducatives et de vacances de l’Éducation nationale) dont le siège se situe à Paris. Elle en quitte la présidence lors de son entrée en fonction au Conseil constitutionnel.
Depuis le mois de mars 2023, Nicole Belloubet est présidente du Club des juristes, cercle de réflexion juridique visant à l'amélioration du droit français. Elle remplace à ce poste Bernard Cazeneuve.

## Affaires et controverses

### Non-déclaration d’une partie de son patrimoine
Lors de son entrée au gouvernement en juin 2017, Nicole Belloubet omet de déclarer une partie de ses parts liées à son patrimoine immobilier (maison de 184 m2 dans l'Aveyron estimée à 800 € le m2, et deux appartements à Paris, estimés entre 3 000 et 4 000 € le m2),,. En décembre 2017, elle rectifie sa déclaration auprès de la Haute autorité pour la transparence de la vie publique (HATVP) et déclare détenir des parts pour ces trois biens pour une valeur totale de 336 000 euros,. Mise en cause par Jean-Luc Mélenchon, Nicole Belloubet justifie ses oublis en déclarant que « ces biens-là n'étaient pas sous le même régime que les autres ».

### Plainte de la ville de Montpellier pour prise illégale d’intérêts
Le 27 janvier 2020, la ville de Montpellier porte plainte pour « prise illégale d'intérêts » concernant l'attribution de la cour administrative d'appel à Toulouse, procédure entachée d'irrégularités selon Philippe Saurel, maire de Montpellier. Nicole Belloubet avait été adjointe de l’ancien maire de Toulouse Pierre Cohen et vice-présidente du conseil régional de Midi-Pyrénées. La plainte de la mairie de Montpellier est classée sans suite par la Cour de justice de la République.

### Déclaration contre le droit au blasphème
Le 29 janvier 2020, elle déclare sur Europe 1 que « l’insulte à la religion, c’est évidemment une atteinte à la liberté de conscience, c’est grave », à propos de Mila, une adolescente menacée de mort après avoir tenu des propos injurieux sur l'islam. Plus tard dans la journée, elle dit regretter une « expression maladroite » et juger inacceptables les menaces dont cette adolescente est victime,.

## Détail des mandats et fonctions

### Au gouvernement
- Garde des Sceaux, ministre de la Justice du 21 juin 2017 au 6 juillet 2020.
- Ministre de l'Éducation nationale et de la Jeunesse du 8 février 2024 au 21 septembre 2024.

### Au Conseil constitutionnel
- Membre du Conseil constitutionnel du 14 mars 2013 au 21 juin 2017

### Au niveau local
- Conseillère municipale de Saint-Rémy-lès-Chevreuse de 1989 à 1996
- Conseillère municipale de Toulouse de 2008 à 2013
- Première adjointe au maire de Toulouse chargée de la culture de 2008 à 2010
- Vice-présidente de la communauté d'agglomération du Grand Toulouse d'avril à décembre 2008
- Vice-présidente de la communauté urbaine du Grand Toulouse de décembre 2008 à 2013
- Conseillère régionale de Midi-Pyrénées du 26 mars 2010 au 13 mars 2013
- Première vice-présidente du conseil régional de Midi-Pyrénées, chargée de l’éducation, de l’enseignement supérieur et de la recherche du 26 mars 2010 au 13 mars 2013

## Décorations
- Chevalière de l'ordre national du Mérite (2000)
- Commandeure de l'ordre des Palmes académiques (2003)
- Commandeure de la Légion d'honneur (2022)[56] (officière en 2013, chevalière en 2001[57]